# David Rees Snell
Pour les articles homonymes, voir Snell, David Rees et Rees.
David Rees Snell (né le 20 août 1966 à Wichita, Kansas, États-Unis) est un acteur américain.
Il est notamment connu pour son rôle dans la série à succès américaine The Shield, dans laquelle il incarne Ronnie Gardocki, membre de la brigade de choc (Strike Team). Que son nom n'apparaisse dans le générique qu'à partir de la cinquième saison s'explique par le fait que lors de la création de la série, et avant l'étape des castings, Gardocki n'existait pas, si bien que son personnage fait sur mesure n'avait pas un rôle très important dans les jeunes années de la série (certes présent dans pratiquement tous les épisodes, mais finalement peu de lignes à interpréter). Ce n'est qu'au fil des ans que Ronnie Gardocki prend véritablement forme et impose sa présence comme membre indispensable de l'équipe.
David Rees Snell est marié à Melanie Myers qui elle-même a un rôle dans la série The Shield (elle interprète le rôle de Paula, qui intervient parfois dans certains épisodes).
David Rees Snell a aussi joué dans quelques épisodes de la série The Unit : Commando d'élite, de Shawn Ryan et David Mamet, en particulier dans la saison 4.

## Filmographie

### Cinéma
- 1999 : Chevauchée avec le diable : Joueur de poker
- 2008 : Exit Speed : Danny Gun
- 2009 : The Beacon : Paul Shaw
- 2012 : Bless Me, Ultima : Père Byrnes
- 2012 : Shadow Witness : John Krause
- 2019 : Door in the Woods : Redd

#### Court métrage
- 1999 : P.1 : homme
- 2001 : The Good Things : Dr Heibert
- 2002 : Fueling the Fire
- 2004 : Draw the Pirate : J. Cooper
- 2009 : Red State Blues : Roy
- 2009 : Friends of Dorothy : Jesse James v
- 2018 : In a Foreign Town : Father
- 2017 : Crappy Birthday : Matt
- 2016 : The Great Break-Up Contest : M. Peterson

### Télévision

#### Téléfilms
- 1993 : Harcèlement (I Can Make You Love Me) de Michael Switzer : Mark Blauvelt
- 1995 : Truman de Frank Pierson : Reporter #2
- 1998 : Monday After the Miracle de Daniel Petrie : William Alexander
- 2006 : Desolation Canyon de David S. Cass Sr. : Edwin Dornstein
- 2013 : Le Pacte des tricheuses (The Cheating Pact) de Doug Campbell : Détective Roberts
- 2016 : Meurtres sur le campus (The Cheerleader Murders) de David Jackson : Don Ryder
- 2018 : Un enfant diabolique (Nanny Killer) de Jeff Hare : Edward Martell

#### Séries télévisées
- 2002-2008 : The Shield (83 épisodes) : Ronnie Gardocki
- 2008-2009 : The Unit : Commando d'élite (6 épisodes) : Leon Drake
- 2009 : Hawthorne : Infirmière en chef (saison 1, épisode 5) : Dan Johnson
- 2009 : Numb3rs (saison 6, épisode 6) : Herb Moore
- 2010 : Lie to Me (saison 2, épisode 19) : Kevin Wilkie
- 2010 : Esprits criminels (saison 6, épisode 3) : Inspecteur Green
- 2011 : Leverage (saison 4, épisode 8) : Greg Sherman
- 2011 : NCIS : Enquêtes spéciales (saison 9, épisode 10) : Morgan Hunt
- 2011 : Sons of Anarchy (8 épisodes) : Agent Grad Nicholas
- 2012 : School and Board (4 épisodes) : Wes Rowbinski
- 2012 : Hawaii 5-0 (saison 3, épisode 11) : Freddy Schumaker
- 2012-2013 : Last Resort (9 épisodes) : Barry Hopper
- 2013 : Grey's Anatomy (saison 10, épisode 4) : Richy Rich
- 2014 : Eagleheart (saison 3, épisode 9) : Gribbs
- 2014 : Cleaners (8 épisodes) : Phillips
- 2015 : Scandal (saison 4, épisode 11) : Agent Fielding
- 2015 : Karma's a B*Tch - The Series (saison 2, épisodes 2 & 3) : Robert
- 2015-2019 : Silicon Valley (épisodes 2x01, 2x02 & 6x02) : Ross Loma Capital Executive
- 2017 : Major Crimes (5 épisodes) : FPX News Reporter
- 2017 : The Fosters (saison 4, épisode 18) : Jim Baker
- 2017 : Very Bad Nanny (saison 1, épisode 15) : Don
- 2018-2021 : S.W.A.T. (10 épisodes, invité saison 8) : Détective Burrows
- 2019 : The Fix (saison 1, épisode 8) : Détective Michael Reed
- 2020 : La Vie à cinq (saison 1, épisodes 4, 5 & 7) : Jim Barnett
- 2020 : Dirty John (saison 2, épisode 7) : Thérapeute

### Jeux vidéo (voix)
- 2005 : Tom Clancy's Ghost Recon Advanced Warfighter
- 2005 : Call of Duty 2 : Soldat Vic Denley
- 2005 : Call of Duty 2: Big Red One : Soldat Vic Denley
- 2007 : The Shield : Ronnie Gardocki
- 2007 : Tom Clancy's Ghost Recon Advanced Warfighter 2
- 2008 : Need for Speed: Undercover : Gregory 'G-Mac' MacDonald
- 2009 : Red Faction: Guerrilla
- 2010 : Call of Duty: Black Ops : voix additionnelles